# I misteri dell'orizzonte
I misteri dell'orizzonte (in francese Les mystères de l'horizon) è un olio su tela del pittore surrealista belga René Magritte, dipinto nel 1955. È conservato in una collezione privata.
L'opera raffigura tre uomini apparentemente identici, due di spalle e uno di profilo: ognuno di loro indossa una bombetta, e i tre sono rivolti ciascuno verso una direzione diversa; sopra ogni figura è dipinta una mezzaluna. I tre uomini sono all'esterno, durante un tramonto.